# Молочарка (Краматорский район)
Молочарка (укр. Молочарка) — посёлок в Константиновской городской общине Краматорского района Донецкой области Украины.

## Общие сведения
Население по переписи 2001 года составляло 152 человека. Почтовый индекс — 85135. Телефонный код — 6272.